# Медаль «За персидскую войну»
Медаль «За персидскую войну» — государственная награда Российской империи. Учреждение медали было связано с окончанием русско-персидской войны, происходившей в 1826—1828 годах.

## Основные сведения
Медаль «За персидскую войну» была учреждена 15 марта 1828 года императором Николаем I.

## Порядок награждения
Медалью награждали всех принимавших участие в русско-персидской войне (1826—1828). Награждались все генералы, офицеры и нижние чины, как строевые, так и нестроевые. Был установлен окончательный срок подачи представлений к награждению: 1 сентября 1832 года.

## Описание медали
Медаль изготавливалась из серебра. Диаметр 25 мм. На лицевой стороне медали в центре в две строки даты трёх лет войны: «1826, 1827, 1828.». Вдоль бортика медали две связанные лентой лавровые ветви. В верхней части лицевой стороны — образ всевидящего ока Господня, окружённый сиянием. На оборотной стороне надпись в три строки: «ЗА ПЕРСИДСКУЮ ВОЙНУ.». Под надписью фигурная черта.
Всего было отчеканено 30 000 медалей. Чеканка производилась на Санкт-Петербургском монетном дворе. Медаль имеет варианты чекана, отличающиеся деталями, а также существует вариант медали диаметром 22 мм. Есть и фрачные варианты медалей, диаметром 12 мм.

## Порядок ношения
Медаль имела ушко для крепления к колодке или ленте. Носить медаль следовало на груди. Лента медали — комбинированная Георгиевско-Владимирская․

## Изображения медали

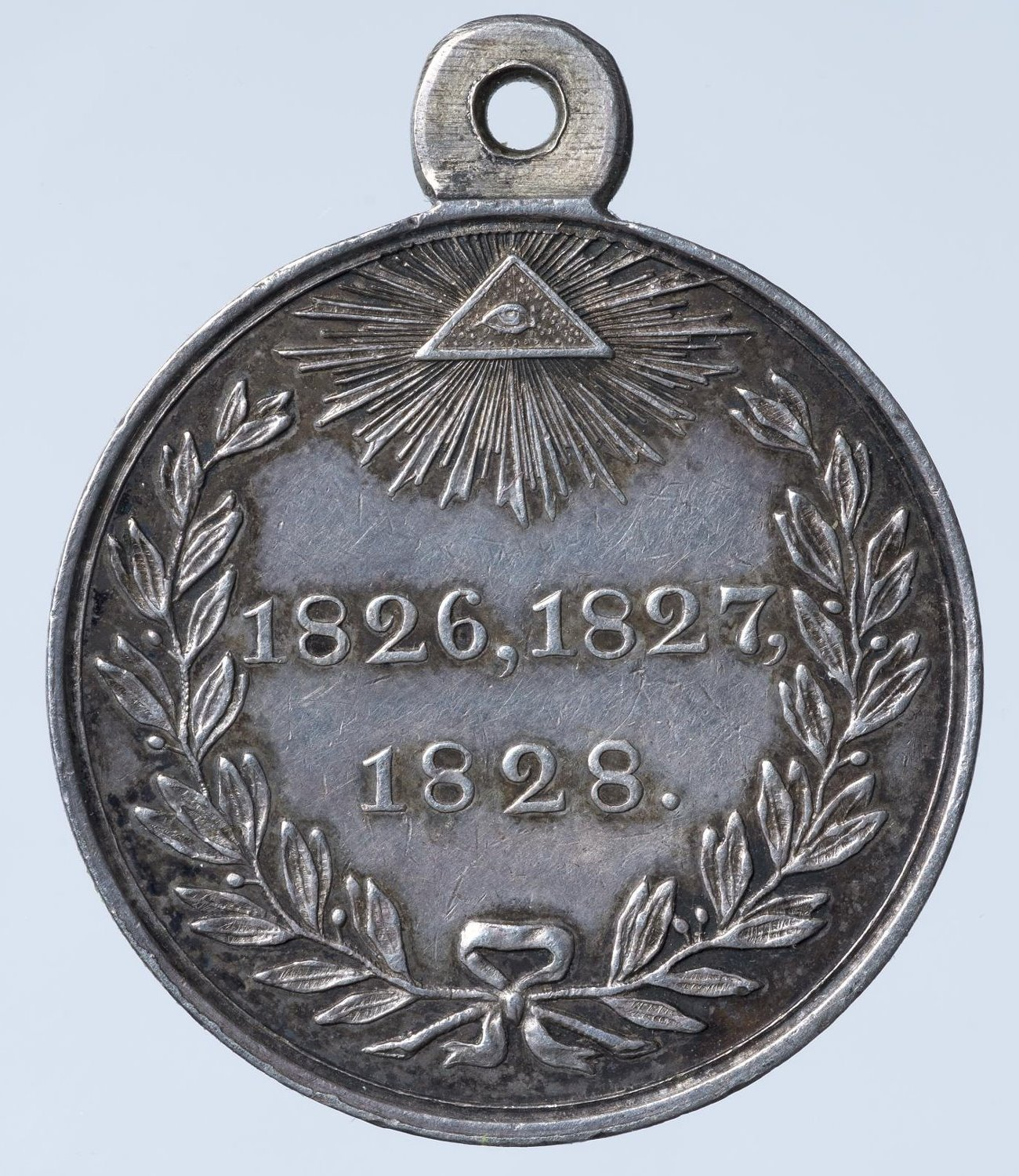
Аверс
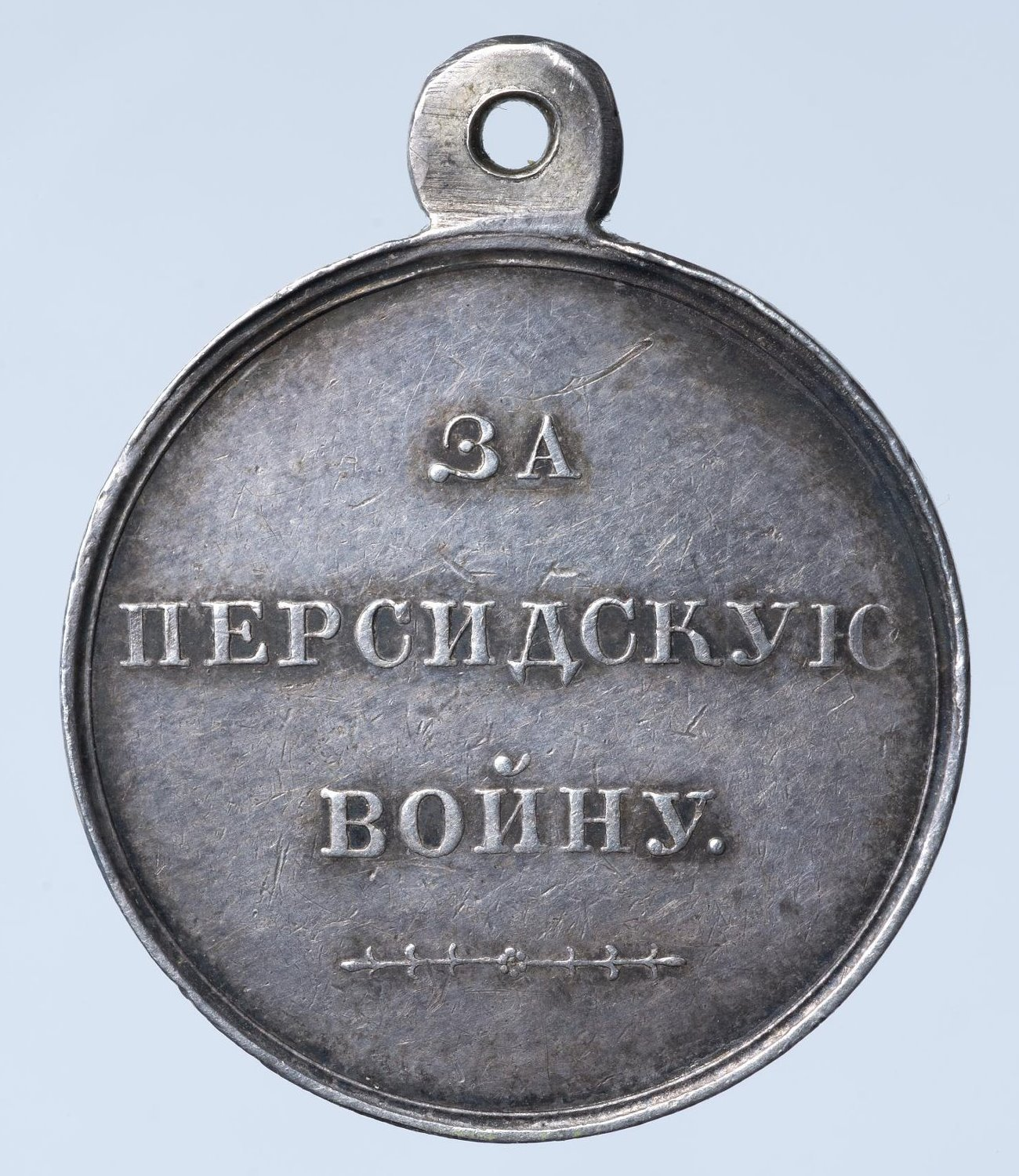
Реверс